# Ноћ ми те дугује
Ноћ ми те дугује је песма коју пева Здравко Чолић, српски певач. Песма је објављена 2000. године на албуму Окано и шеста је песма са овог албума.

## Текст и мелодија
Песма Ноћ ми те дугује је ауторско дело, чији су текст написали Марина Туцаковић, Момчило Бајагић Бајага и Љиљана Јорговановић.
Музику за песму радио је сам Чолић, а аранжман Слободан Марковић и Чолић.

## Спот
Музички видео је на Чолићев званични Јутјуб канал отпремљен 15. априла 2013. године.